# Вулиця Черешнева (Львів)
Вулиця Черешнева — вулиця у Личаківському районі міста Львова, в місцевості Штіллерівка. Починається від вулиці Олени Пчілки і завершується глухим кутом, хоча пішоходи мають можливість сходами піднятись на вулицю Самійленка. Через своє розташування є суто пішохідною вулицею.

## Історія
Вулиця Черешнева входить до складу так званої Офіцерської колонії округу VI корпусу — кількох вулиць, розташованих в умовному чотирикутнику між площею Петрушевича та вулицями Архипенка, Зеленою і Тарнавського. Територія Офіцерської колонії була забудована переважно спареними двоповерховими віллами у формах, наближених до архітектури XVII століття, так званої двіркової (високі ламані дахи, аттики із м'якими хвилястими лініями). Їх побудову з метою забезпечення житлом військових у 1927 році ініціював та здійснив своїм коштом кооператив Фонду військового кватирунку. В реалізації брали участь відомі архітектори Роман Фельпель, Мар'ян Нікодемович, Тадей Обмінський, Мечислав Штадлер.

## Назва
- від 1928 року — Черешнева, через те, що хідники були засаджені вишневими деревами, які з часом засохли, а ті, що залишилися були згодом знищені[5];
- від 1943 року — Ґляймґассе, на честь німецького поета епохи Просвітництва Йоганна Ґляйма[ru];
- від липня 1944 року — Черешнева[6].

## Забудова
Вулиця Черешнева забудована переважно садибними будинками, більшість з яких внесено до Реєстру пам'яток архітектури місцевого значення.
№ 1 — у 1950-х роках в будинку містився кореспондентський пункт газети «Правда».
№ 2/4 — вілла. Внесена до Реєстру пам'яток архітектури місцевого значення під охоронним № 2491-м.
№ 3/5 — вілла. Внесена до Реєстру пам'яток архітектури місцевого значення під охоронним № 2492-м.
№ 6/8 — вілла. Внесена до Реєстру пам'яток архітектури місцевого значення під охоронним № 2493-м.
№ 7/9 — вілла. Внесена до Реєстру пам'яток архітектури місцевого значення під охоронним № 2494-м.
№ 10/12 — триповерховий житловий будинок збудований у 1960-х роках.
№ 11/13 — вілла. Внесена до Реєстру пам'яток архітектури місцевого значення під охоронним № 2495-м.